# Parupeneus insularis
Parupeneus insularis is een straalvinnige vissensoort uit de familie van zeebarbelen (Mullidae). De wetenschappelijke naam van de soort is voor het eerst geldig gepubliceerd in 2002 door Randall & Myers.